# 19130 Tytgat
19130 Tytgat este un asteroid din centura principală de asteroizi.

## Descriere
19130 Tytgat este un asteroid din centura principală de asteroizi. A fost descoperit pe 11 februarie 1988 la Observatorul La Silla de Eric Walter Elst. Asteroidul prezintă o orbită caracterizată de o semiaxă mare de 2,73 ua, o excentricitate de 0,15 și o înclinație de 15,2° în raport cu ecliptica.